# Isoglossa

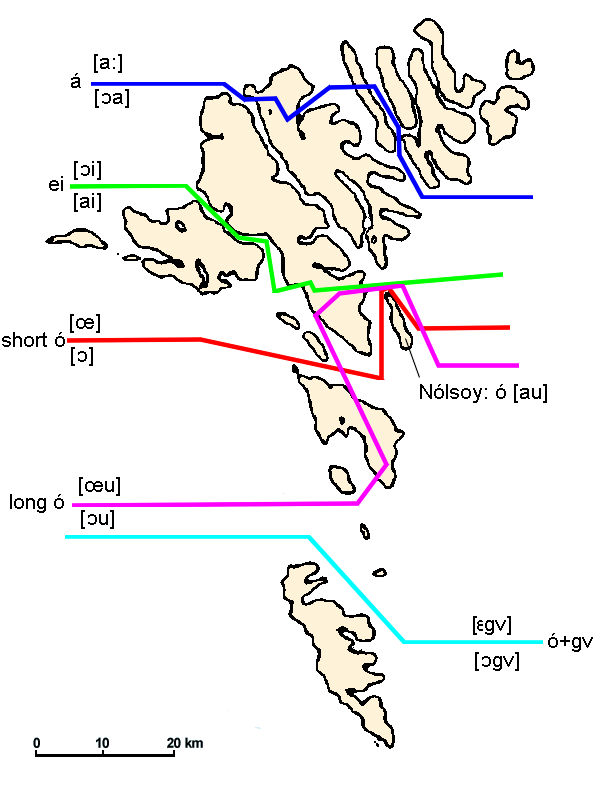
Rappresentazione di alcune isoglosse nell'arcipelago delle Isole Fær Øer

Un'isoglossa è una linea che, su una carta geografica, "delimita" la zona di un territorio che condivide un tratto linguistico comune, di qualunque tipo esso sia: lessicale, fonetico (in questo caso alcuni usano il termine isofona), morfologico o sintattico.
Per estensione i linguisti chiamano isoglossa anche il tratto linguistico condiviso dai parlanti della zona compresa. 
Isoglossa è parola composta dal prefisso greco ισο- (derivato dall'aggettivo ἴσος, "uguale") e da γλῶσσα, "lingua".
Si dice che la lingua/dialetto A e la lingua/dialetto B condividono o non condividono una data isoglossa a seconda che abbiano in comune o meno quel certo tratto o fenomeno linguistico.
Di fatto, un'isoglossa segna il confine tra due aree che presentano una o più differenze linguistiche. Essa è impiegata, soprattutto dai dialettologi, per distinguere le varietà dialettali di una determinata zona geografica. 

## In Italia
L'isoglossa più importante della penisola italiana è la linea Massa-Senigallia, detta anche La Spezia-Rimini, che divide le parlate settentrionali, fra le quali le più estese sono i dialetti gallo-italici (il gallico era una delle antiche lingue celtiche, le quali documentano alcuni fenomeni linguistici caratteristici e comuni), da quelle centrali e meridionali. Ad esempio, i dialetti settentrionali attestano una sistematica lenizione, o sonorizzazione, delle consonanti sorde in posizione intervocalica, mentre l'italiano standard, derivato dal toscano (principalmente fiorentino) che territorialmente si trova a sud dell'isoglossa La Spezia-Rimini, non presenta che eccezionalmente il fenomeno (la parola luogo, da lat. locus, è uno dei pochi esempi). La stessa assenza è riscontrata nei dialetti italiani meridionali. Ebbene, la lenizione intervocalica è un fenomeno riscontrabile in tutte le lingue attuali che hanno come sostrato una lingua celtica, cioè in tutta la cosiddetta "Romània occidentale", che comprende, per indicare soltanto le lingue maggiori, lo spagnolo, il portoghese, il francese e, appunto, i dialetti gallo-italici del nord-Italia. Molti studiosi attribuiscono pertanto la lenizione dei dialetti gallo-italici proprio al sostrato gallico.
Altre isoglosse importanti sono la linea Ancona-Roma, che individua il limite tra le parlate centrali e quelle del Mezzogiorno, e la linea Salerno-Lucera, che invece costituisce una linea di demarcazione tutta interna ai dialetti italiani meridionali.